# ステアリン酸
ステアリン酸（ステアリンさん、英: stearic acid、数値表現 18:0）とは動物、植物の脂肪に豊富な飽和脂肪酸（高級脂肪酸）の一種である。IUPAC組織名はオクタデカン酸 (octadecanoic acid) である。融点 69.9 °C、沸点 376 °C（分解）、比重約0.9である。
遊離酸は常温で白色の低融点の固体であり、ろうそくの原料にもなる。
親水基 (COOH) と疎水基 (C17H35) を併せ持ち、分子が細長いので、水面/油面において1分子の厚みをもつ膜（単分子膜またはラングミュア膜、L膜）を形成する性質がある。

## 生成と変換
植物、微生物、ヒトを含めた動物の体内では、脂肪酸シンターゼによってアセチルCoAとマロニルCoAから直鎖の飽和脂肪酸が作られる。順次アセチルCoAが追加合成されるので原則脂肪酸は偶数の炭素数となる。体内で余剰の糖質、タンパク質等が存在するとアセチルCoAを経て、飽和脂肪酸の合成が進む。脂肪酸の合成は炭素数16のパルミチン酸で一旦終了する。16:0のパルミチン酸は、長鎖脂肪酸伸長酵素により、18:0のステアリン酸に伸張される。ステアリン酸は、体内でステアロイルCoA 9-デサチュラーゼ（Δ9-脂肪酸デサチュラーゼ）によりステアリン酸のw9位に二重結合が生成されてω-9脂肪酸の一価不飽和脂肪酸である18:1のオレイン酸が生成される。ステアリン酸がオレイン酸に変換されることで体内の脂肪酸の融点が下がり、体温環境下で脂肪酸を液体に保ち、流動性を増加させる。

## 健康
シャンプーなどの洗浄剤に入った界面活性剤（洗剤）は、肌の油分を落とすことで肌の硬さ、乾燥、バリア機能の低下、刺激や痒みを起こすことがあるが、ステアリン酸やパルミチン酸のような飽和長鎖脂肪酸を添加することで、脂肪酸が補充されバリア機能の改善に役立つ。

## 塩
ステアリン酸の塩は、さまざまな工業用途に用いられる。

### ナトリウム塩
ステアリン酸ナトリウム (en) は石鹸や洗剤として用いられる。

### カルシウム塩
ステアリン酸のアルカリ土類金属塩は水に対して溶解性が低い。いわゆる金属石鹸の一種であり、「石鹸カス」の成分の一つである。製品としてのステアリン酸カルシウム (en) は粉体の流動性向上や固結防止剤として使用される。同様に食品添加物として、滑剤、離型剤、増粘安定剤、固結防止剤あるいはフレーバー付与補助剤として使用される。また医薬品の錠剤を形成する際の滑剤として日本薬局方にも収載されている。

### 水銀塩
ステアリン酸の水銀塩は、殺菌剤や可塑剤として用いられる。